# Hellwig-Stein (Schloßvippach)
Der Hellwig-Stein in Schloßvippach in Thüringen erinnert an ein erfolgreiches Gefecht eines preußischen Freikorps unter Führung des Majors Friedrich Hellwig gegen polnische Ulanen am 17. Oktober 1813.

## Das Denkmal

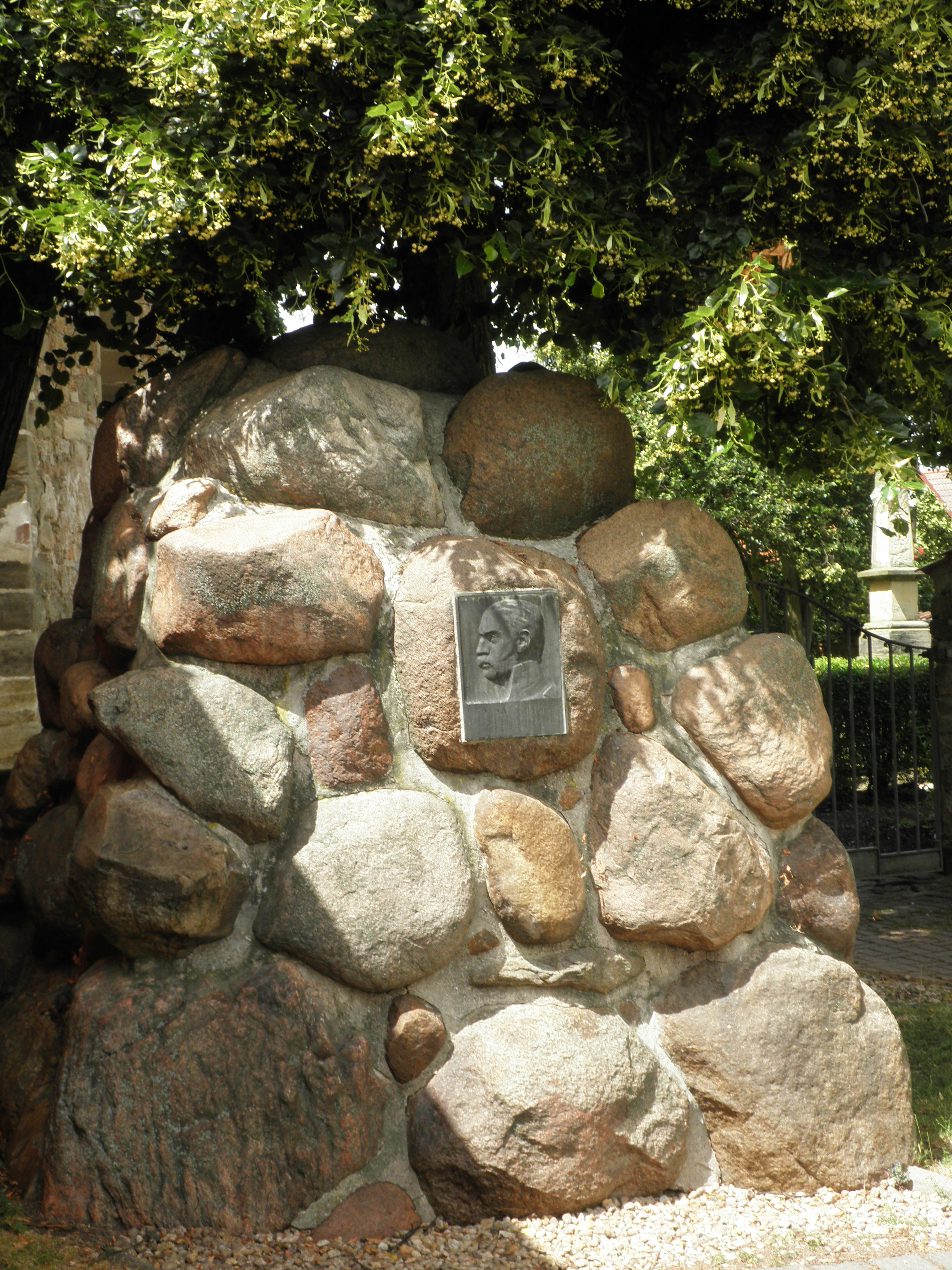
Denkmal für Friedrich von Hellwig in Schloßvippach

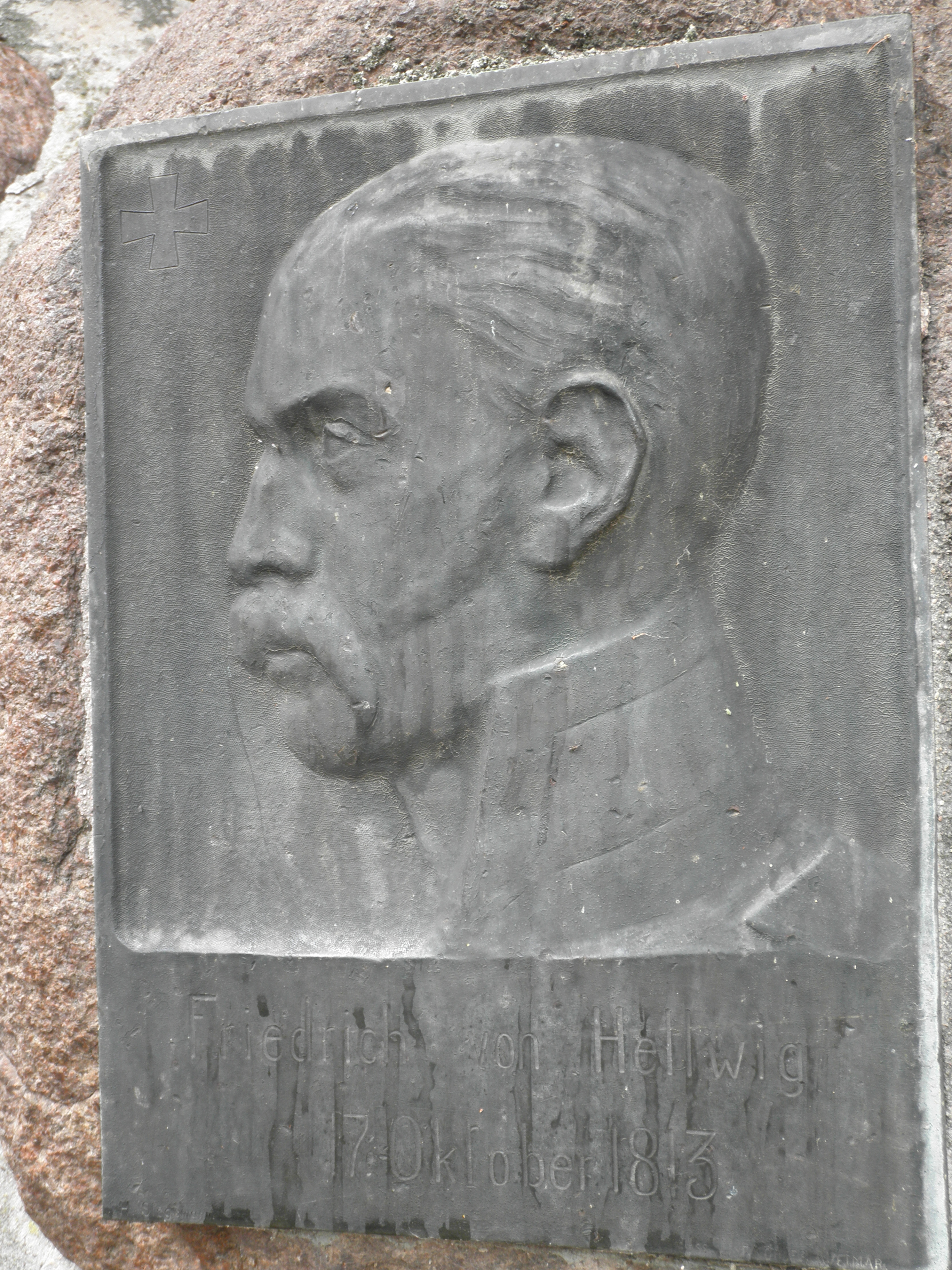
Bronzekopf von Friedrich von Hellwig in Schloßvippach

Der Hellwig-Stein wurde am 17. Oktober 1913, dem 100. Jahrestag des unten beschriebenen Gefechts, feierlich eingeweiht. Er steht in Schloßvippach zwischen St.-Vitus-Kirche und Ratskeller. Das Denkmal besteht aus einer Pyramide von Findlingen aus der Flur von Schloßvippach und angrenzenden Orten. An seiner dem Ort zugewandten Vorderseite befindet sich eine Bronze-Plakette, die den Kopf von Friedrich von Hellwig darstellt. Diese wurde gefertigt von Heinrich Stegemann aus Weimar und der mit der dortigen Kunsthochschule zusammenarbeitenden Gießerei.
Vorbereitet worden war das Denkmal durch einen „Denkmalausschuß“ von Honoratioren der Gemeinde unter Leitung des Ortspfarrers Georg Rupprecht. Das Vorhaben wurde unterstützt durch den „Reichsverein“ des Ortes und andere Vereine. Die Finanzierung erfolgte durch Geldzuwendungen der Bevölkerung und prominenter Persönlichkeiten. Unter den Spendern waren Herzog Carl Eduard von Sachsen-Coburg und Gotha, der Generalfeldmarschall Freiherr von der Goltz und Verwandte Hellwigs. Die Findlinge wurden von Landwirten uneigennützig herangefahren.

## Geschichtlicher Hintergrund
Der damalige preußische Major Friedrich Hellwig erhielt im Mai 1813 von Marschall Blücher mit Zustimmung des Königs die Genehmigung zur Aufstellung eines Freikorps von 1300 Mann „zu Fuß und zu Pferd“ zum Kampf gegen die Streitkräfte Napoleons in dessen Hinterland. Den Stamm bildete ein Grünes Schlesisches Husaren-Regiment, dazu kamen Reitende Jäger und Infanterie. Nach verschiedenen Einsätzen im französisch besetzten  Mitteldeutschland erfuhr Hellwig am 17. Oktober 1813 auf dem Marsch von Großneuhausen nach Sömmerda von der Besetzung des Dorfes und Schlosses Vippach durch eine Eskadron polnischer Ulanen. Deren Offiziere wollten am Abend im Schloss einen Ball veranstalten. Hellwig ritt, nach Überrumpelung der polnischen Feldwachen, mit 55 seiner Husaren von zwei Seiten her eine überraschende Attacke auf Vippach. Dabei konnte er 70  polnische Ulanen mit drei Offizieren gefangen nehmen und 80 Pferde erbeuten. Beides wurde nach Sömmerda überführt und dort von der Infanterie Hellwigs an den Toren erfolgreich gegen die Befreiungsversuche polnischer Reiterei verteidigt.
Bekannter ist „Hellwigs Husarenstreich“ vom 17. Oktober 1806 bei Eichrodt. Nach der Schlacht von Jena und Auerstedt befreite der damalige Leutnant Friedrich Hellwig mit seinen Husaren 4000 gefangene Preußen, die unter starker französischer Bewachung auf dem Marsch von Gotha nach Eisenach waren. Dort wurde Hellwig ein Denkmal gesetzt.
Für ein erfolgreiches Gefecht in Wanfried gegen westfälische Husaren am 23. April 1813 hatte Hellwig als erster preußischer Offizier die Erste Klasse des gerade gestifteten Eisernen Kreuzes erhalten.
Hellwig nahm bis zum Einmarsch in Paris weiter bis 1815 an den Befreiungskriegen teil, wurde 1826 geadelt und beendete seine militärische Laufbahn 1838 als preußischer Generalleutnant in Schlesien.